# The Adventures of Roc Raida... One Too Many!
The Adventures of Roc Raida ...One Too Many! è l'album di debutto del turntablist Roc Raida, pubblicato nel 1997 da Fat Beats.

## Tracce
1. Asia & Roc Raida Intro
2. Plug Tunin'
3. Paul Revere
4. I Got It Made
5. Girls I Got Them Locked
6. Friends
7. DXT Speaks Over a Dope Beat
8. Dave
9. Jingle Bell
10. Sing a Simple Song
11. Break Through
12. Kool Is Back
13. New Rap Language
14. One for the Treble
15. Rock It
16. Disco Dream
17. Larry's Theme
18. Let's Make a Dope Deal
19. Pumpkin and the Allstars
20. Funk Box
21. Hot Day Master Mix
22. King Tut
23. Triple Threat
24. Still Making a Dope Deal
25. Hardcore
26. Cold Gettin Dumb
27. He Cuts So Fresh
28. Devotion
29. Rock It in the Pocket
30. Impeach the President
31. God Made Me Funky
32. Cutting It Up
33. Knock Em Out Sugar Ray
34. Nautilus
35. Ike's Mood
36. World Famous